# Karl Schorn (Schriftsteller)
Karl Schorn (* 31. August 1893 in Neuß; † 13. Oktober 1971 in Richterich, Aachen) war ein deutscher Schriftsteller.

## Leben

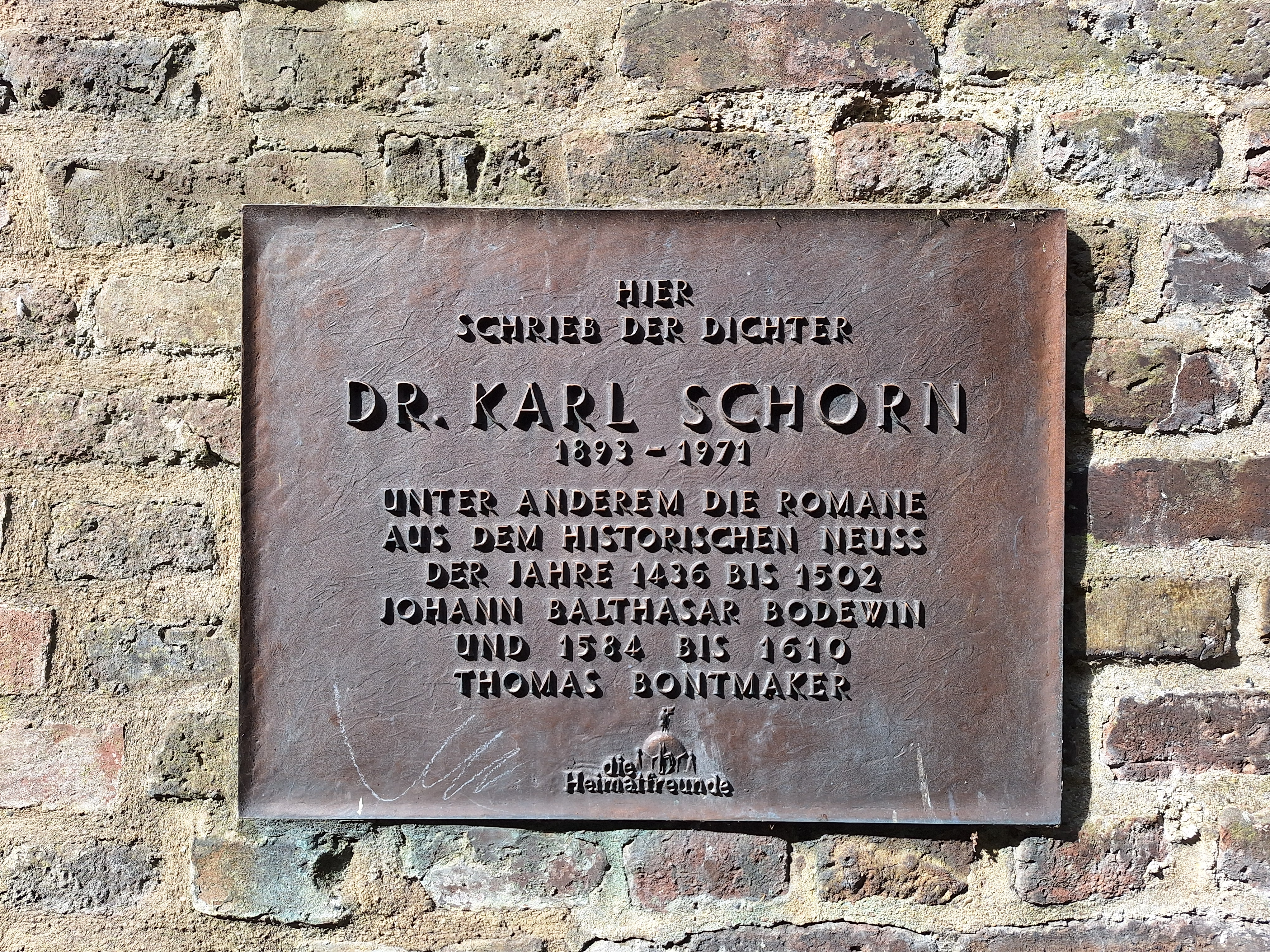
Erinnerungstafel am Blutturm in Neuss

Karl Schorn begann nach dem Abitur 1914 am heutigen Quirinus-Gymnasium ein Studium der Germanistik. Dieses Studium wurde jedoch bis 1920 durch die Teilnahme am Ersten Weltkrieg und die Kriegsgefangenschaft in Frankreich unterbrochen. Nach seiner Heimkehr nahm Schorn sein Studium an der Universität Bonn wieder auf. 1923 wurde er dort mit einer Arbeit über den Autor Wilhelm Jensen zum Doktor der Philosophie promoviert. Anschließend lebte er als freier Schriftsteller in Neuß. 1926/27 arbeitete er als Dramaturg für die Calderon-Festspiele in Bad Godesberg. Als solcher schuf er 1927 eine Neufassung des Großen Welttheaters. 1945 zog er in den Blutturm an der Promenadenstraße in Neuss, wo große Teile seines literarischen Werkes entstanden.
Karl Schorns Werk besteht aus historischen Romanen, Erzählungen, Reisebeschreibungen, Aphorismen und Gedichten.

## Werke
- Wilhelm Schäfer. Köln 1922 (zusammen mit Heinz Stephan).
- Wilhelm Jensen. Bonn 1923.
- Pedro Calderón de la Barca: Das Große Welttheater. Bad Godesberg 1927 (sprachlich erneuert).
- Der Cherub. Cleve 1930.
- Neuß, die Stadt zwischen Kohle und Korn. Neuß 1933.
- Zeltfahrten am unteren Rhein. Leipzig 1937.
- Wir singen das Lob unserer alten Stadt. Neuß 1939.
- Grüner Rhein, goldener Main und blaue Donau. Gießen 1947.
- Jan Meulens große Fahrt. Gießen 1947.
- Die Macht der Ebene. Iserlohn 1947.
- Der Himmel auf Erden. Iserlohn 1948.
- Johann Balthasar Bodewin oder Die große Stunde einer kleinen Stadt. Ratingen 1950.
- Die fernen Türme. Düsseldorf 1950.
- An Rande des Brunnens – Stichproben aus 50 Jahren. o.A. 1971.
- Thomas Bontmaker oder Das spanische Feuer. Neuß 1993. (posthum publiziert)